# Die Torheit der Regierenden
Die Torheit der Regierenden ist ein Buch von Barbara Tuchman, das 1984 in Deutschland und den USA („The March of Folly“) erschienen ist. Es untersucht anhand einer Vielzahl historischer Ereignisse „politisches Handeln wider das eigene Interesse“, wodurch Regierungen stürzten und Systeme untergingen. Diese Torheit bleibe weit hinter dem zurück, was die Menschheit „auf fast allen anderen Gebieten vollbracht hat.“ Tuchmans Ziel ist die Verstärkung kritischer Tendenzen, die Entwicklung der Fähigkeit, aus den Erfahrungen der Politik zu lernen.
Als positive Beispiele von im Rückblick weisen Regierenden nennt Tuchmann die Athener Solon und Perikles, Karl den Großen, die Gründerväter der amerikanischen Verfassung, die Politik der Sieger nach dem Zweiten Weltkrieg in Japan und die vom ägyptischen Präsidenten Sadat geförderte Aussöhnung mit Israel.

## Anlass
Die umfangreiche Studie wird motiviert von einer „wachsende[n] Inkompetenz im heutigen Amerika“, die sie während des Kalten Kriegs im atomaren „Wettlauf um bewaffnete Überlegenheit“ erkennt: „Warum bemühen wir uns nicht stattdessen um einen Modus vivendi mit unserem Gegenspieler – d. h. um eine Form gemeinsamen Lebens und nicht gemeinsamen Sterbens.“ Ein Jahr vor der Veröffentlichung hatte US-Präsident Ronald Reagan ein Programm zur Entwicklung von Raketen zur Abwehr sowjetischer Atomraketen (Strategic Defense Initiative) initiiert, das von den Kritikern als erneute Planung eines atomaren Erstschlags gegen die Sowjetunion und damit als Schritt der Eskalation interpretiert wurde; die Forschungen zu den Anti-Raketen-Raketen wurden von den US-Präsidenten Clinton und Bush jr. zumindest bis 2003 fortgesetzt. In den späten 1940er und 1950er Jahren gab es eine erste amerikanische Debatte über den atomaren Präventivschlag und das konkurrierende Konzept der begrenzten Abschreckung bzw. des sicheren zweiten Schlags. Nach dem Beweis der Existenz sowjetischer Interkontinentalraketen durch die Platzierung von Sputnik I 1957 im Orbit mussten die USA mit einer feindlichen Kapazität zum zweiten Schlag rechnen, was einem Präventivschlags-Konzept für fünfundzwanzig Jahre den Boden entzog.

## Arbeitshypothese, Modell und Methode
Torheit ist für Tuchman jede Politik der Selbstzerstörung, sofern es (1.) zeitgenössische Warnungen, (2.) alternative Möglichkeiten und (3.) das Falsche unterstützende gesellschaftliche Kräfte und nicht nur einen an der falschen Politik festhaltenden Diktator gibt. Als Ursachen betrachtet sie sowohl systemische als auch kulturelle und psychologische Faktoren: Tyrannei und Gewaltherrschaft („Torheit ist ein Kind der Macht.“); Unfähigkeit, Planlosigkeit oder Dekadenz bei den Methoden politischer Führung; letztlich auch Selbstüberschätzung und Starrsinn oder Engstirnigkeit. Diese Faktoren können einzeln und gemeinsam zu einer Missregierung führen, die „dem Eigeninteresse des jeweiligen Staates und seiner Bürger zuwiderläuft.“
Vor allem durch das Kriterium der Vorhersehbarkeit von Katastrophen grenzt Tuchman sich deutlich von den im Geflecht von Wechselwirkungen wenig oder nicht vorhersehbaren Folgen politischer Handlungen ab, die zwanzig Jahre später US-Verteidigungsminister Rumsfeld entschuldigend als den stets blinden Handlungsrahmen aller Politik behauptete.
Modellfall politischer Torheit ist seiner archetypischen Bedeutung und Bekanntheit wegen der Untergang Trojas, den die Trojaner dadurch selbst herbeiführten, dass sie das hölzerne Pferd, in dessen Bauch griechische Kämpfer versteckt waren, in die Stadt zogen. Dem homerischen Epos der Ilias nach gab es (1.) eine Reihe von negativen Prophezeiungen und Warnungen, zum Beispiel vom Priester Laokoon und der Königstochter Kassandra, oder Aufrufe wenigstens zur Vorsicht, die alle in den Wind geschlagen wurden. (2.) Auch alternative Entscheidungen waren möglich: Schon die Anreise der Griechen hätte dadurch vermieden werden können, dass Paris, der ungeliebte Sohn des trojanischen Königs Priamos, mit Helena der Stadt verwiesen worden wäre oder die Trojaner sich wenigstens von der Gefahrlosigkeit überzeugt oder das Pferd einfach verbrannt hätten. (3.) Da die Verblendung nicht nur die Elite, sondern auch eine große Zahl der Bürger verwirrt hatte, ist in diesem Modell auch das dritte Kriterium politischer Torheit erfüllt.
Tuchman stützt ihre meist anschauliche Erzählung auf umfangreiche politische und biografische Quellen. Der Thematik entsprechend werden Aspekte der Kulturgeschichte (vertieft beispielsweise bei der Renaissance als kulturellem Hintergrund des römischen Klerus), der Sozial- und Wirtschaftsgeschichte (vertieft beispielsweise beim Lebensstil der britischen Aristokratie), der Rechts- und Militärgeschichte nur dann ergänzt, wenn sie dazu beitragen, das Verhalten der Protagonisten zu erklären. Dabei werden die sozialen, kulturellen und ideologischen Umstände umso ausführlicher entwickelt, je weniger die Entscheidungen in der absolutistischen Kirchenhierarchie Roms und umso mehr sie im konstitutionellen System der britischen Monarchie oder im Rahmen der amerikanischen Präsidialdemokratie fallen.

## Schwerpunkte

### Päpste spalten die Kirche
Die Kritik an der Kirche sei wesentlich von Machtmissbrauch, Korruption, amoralischem Verhalten und Gewalttätigkeit der Renaissancepäpste bestärkt worden. Angefangen von der Privatisierung von Stellen und Kirchengut, von Simonie, Kleptomanie und Nepotismus wurde die Kirche eine Prostituierte weltlicher Güter, eine gesetzlose Plutokratie.
Die Trennung von christlicher Lehre und tatsächlichem Leben des Klerus stellt Tuchman in den Zusammenhang von „säkulare[m] Zeitgeist“ und „humanistische[m] Rausch“ der Renaissance, den die Päpste vom „Lebensstil der räuberischen Fürsten“ übernahmen: „Unbestreitbar ist, dass die Renaissancepäpste von der Gesellschaft, in der sie lebten, geformt und in ihrem Handeln bestimmt wurden.“ Für ein Aufgreifen der Alternativen „wäre eine Kultur ganz anderer Wertvorstellungen vonnöten gewesen.“ Neben den kulturellen Prägungen erwähnt Tuchman als weiteren negativen Umstand mehrfach die Einmischung europäischer Staaten in die Fehden der italienischen Fürstenhäuser, wodurch die Politisierung der Päpste und damit ihr Niedergang weiter vorangetrieben wurde.
Dem Starrsinn der Päpste standen die ökonomischen, technischen und wissenschaftlichen Fortschritte der Frühen Neuzeit gegenüber – und schon seit dem Hochmittelalter auch eine Fülle von Reformansätzen und -bewegungen, von Klerus und Päpsten meist sabotiert, die so schließlich die „religiöse Revolution“ provozierten. Die im Rückblick auf die Renaissance von den Päpsten initiierte, heute begeisternde „kulturelle Blüte“ steht zu ihrem Amtsversagen nicht in Widerspruch, sondern war ein Programm der öffentlichen Beschwichtigung: „Wenn aber die Autorität des Heiligen Stuhl sichtbar wird in majestätischen Gebäuden, (…) wird der Glaube wachsen und erstarken“, wie Papst Nikolaus V. 1455 das ambitionierte Projekt seinen Kardinälen auf dem Sterbebett erläuterte.
Tuchman untersucht die Amtsführung der sechs „Renaissancepäpste“ zwischen 1471 und 1534, von Sixtus IV., Innozenz VIII., Alexander VI., Julius II., Leo X. und Clemens VII. Ihre Arbeitshypothese bestätigend gab es daher in der Vorgeschichte der Kirchenspaltung die für „Torheit“ notwendigen Warnungen, die Alternativen einer „Reform an Haupt und Gliedern“ und eine am dysfunktionalen Lebensstil festhaltende Elite: „Für jeden, ausgenommen die Regierung der Kirche, war offenkundig, dass eine Rebellion bevorstand.“
Längst nicht der einzige Kritiker der Kirche, aber ein zeitgenössischer Vorgänger fast auch mit dem Titel seiner Schrift ist Erasmus von Rotterdam, der im Lob der Torheit von 1507/1508 nicht nur den Alltag der unteren Stände satirisch kommentiert, sondern auch Fürsten und Könige, Kardinäle und Päpste: Ihre Amtsführung sei „dem öffentlichen Wohl geradezu verfeindet.“ Aber als kompositorischen Kniff lässt Erasmus die verstörenden Wahrheiten von der als Person auftretenden Torheit aussprechen, also aus der Narrenecke, was vielleicht die Verfolgung des Autors verhindert hat.

### England verliert Amerika
An der Oberfläche der Auseinandersetzung zwischen England und Amerika ging es um das Recht des Parlaments, in den Kolonien Steuern zu erheben, obgleich die Kolonisten darüber kein Mitspracherecht hatten. Ob dieses ´Recht´ juristisch, verfassungsmäßig bestand oder nicht, ist „für unsere Untersuchung (…) im Grunde auch irrelevant.“ Das Problem war „eine Frage der Einstellung. Die Briten verhielten sich – mehr noch: sie dachten imperial, als Herrscher gegenüber Beherrschten. Die Kolonisten hingegen betrachteten sich als gleichberechtigt.“ Tuchman skizziert den Lebensstil der Kolonisten an der Ostküste Amerikas und breitet sehr ausführlich den der herrschenden Klasse des landbesitzenden Adels in England aus: Politik als Spiel, als Zeitvertreib der Privilegierten; häufig wechselnde Minister, die den Quellen nach oft genug ein Bewusstsein ihrer Untauglichkeit für öffentliche Ämter hatten und den Staat bis zu den unteren Amtsstellen zur Versorgung ihrer Verwandtschaft nutzten; ein träge arbeitendes Parlament, in dem „etwa die Hälfte der Sitze im Unterhaus (…) durch Patronage gekauft und verkauft“ wurden. „´Beziehungen´ war der Kitt, der die regierende Klasse zusammenhielt, und das Zauberwort jener Zeit.“ Das Regierungssystem war so dysfunktional, dass die Beziehungen des Mutterlands zu seinen als lebenswichtig angesehenen amerikanischen Kolonien nur geringe Aufmerksamkeit erhielten, obgleich alle Berichte an die Londoner Zentrale einen wachsenden Widerstandsgeist der Kolonisten schilderten.
Nach dem Sieg Englands über Frankreich im Siebenjährigen Krieg war das Hauptziel der Regierungen die Konsolidierung der Staatsfinanzen. Eines der Mittel war die Abwälzung der Stationierungskosten englischer Schutztruppen in Amerika auf die – unwillig – Beschützten durch Steuern und Zölle. Alternativen lagen auf dem Tisch: Wichtiger als die alte Forderung nach amerikanischen Abgeordneten im englischen Parlament, von denen man eine allmähliche Anpassung an die dort übliche Korruption befürchtete, war das Angebot von Emissären der Kolonien, an das Mutterland abzuführende Steuern selbständig zu beschließen. Zu den möglichen Alternativen gehörte auch der Plan eines Zusammenschlusses der amerikanischen Kolonien in einer Föderation mit England und die Bildung eines „imperialen Parlaments“. Aber alle Alternativen wurden ebenso von der Regierung ignoriert wie die Warnungen von Sympathisanten der Kolonien vor dem sich entwickelnden abgestimmten Widerstand und der zunehmenden Selbstversorgung der Kolonien, die den Handel mit dem Mutterland deutlich reduzierte – Absprachen der Kolonien untereinander gegen die englische Tyrannei und der wirtschaftliche Aufbruch zur Selbstversorgung, das war in nuce schon das Konzept einer selbständigen Nation.
Kaum waren 1765 die Stempelsteuer oder 1767 die neuen Zollgesetze vom Parlament beschlossen, entwickelte sich „eine allgemeine Volksbewegung“, deren Ziel und Radikalität sich nun von Anlass zu Anlass ausweitete: Zunächst ein Boykott englischer Waren, dann, wegen einiger neuer Anlässe („akkumulierte Torheit“), neue Agitation gegen das Londoner Parlament, das mehrfach seine die Kolonien belastenden Gesetze mit einem widersprüchlichen Kurs korrigierte oder aufhob oder verschärfte, dann eine Rebellion und dann militärische Auseinandersetzungen bis hin zur Sezession.
Zuvor hatte sich in mehreren Kampagnen der Kolonien zum Boykott von Waren aus England gezeigt, dass die britische Regierung gegen ihre eigenen Interessen handelte, es hatte Prophezeiungen eines drohenden Zusammenschlusses der Kolonien und Vorschläge einer alternativen Politik gegeben, aber sowohl die kaufmännische Evidenz als auch die wohlbegründeten Warnungen wurden immer wieder von der Mehrheit des Parlaments ignoriert – die Gründung der Vereinigten Staaten von Amerika war ein Ergebnis der Torheit der britischen Elite.

### Amerika verliert Vietnam
Im Unterschied zur Unwissenheit der britischen Regierung habe sich die amerikanische Torheit in voller Kenntnis der Umstände und voraussichtlichen Folgen ihres Engagements in Indochina entfaltet. Die wichtigste Frage sei daher: „Warum verschlossen die Politiker die Augen vor dem, was offenkundig war, und vor den Konsequenzen, die sich daraus ergaben?“ Die Geschichte Indochinas, die Gebiete des heutigen Laos, Kambodschas und Vietnams, hatten bis zur Mitte des 19. Jahrhunderts eine von europäischen Mächten unabhängige Geschichte selbständiger König- und Kaiserreiche. Das sich ab 1859 ausbreitende französische Kolonialsystem, „das Ausbeuterischste in ganz Asien“ (US-Präsident Roosevelt), provozierte immer wieder Proteste und Aufstände, die in der Verachtung der Kolonialmacht gipfelte, als diese nach 1941 mit den Japanischen Truppen kollaborierte. Nach der Kapitulation Japans 1945 wurde die Demokratische Republik Vietnam vom Nationalen Widerstand unter Führung der Kommunisten bzw. Ho Chi Minhs erklärt. Mit der bald darauf erfolgenden Rückkehr französischer Truppen begannen die Kämpfe der von den USA zunächst vor allem logistisch unterstützten Kolonialtruppen. Die USA als die Sieger auf dem asiatischen Schlachtfeld hätten zunächst auf keinen Fall eine Wiederherstellung des desaströsen französischen Kolonialreiches in Indochina gewollt. Präsident Roosevelt habe an eine Treuhandverwaltung als Übergangszeit für 25 Jahre gedacht, „bis wir sie [die Vietnamesen] so weit haben“, dass sie sich selbst regieren könnten. Da aber Frankreich als wichtige Bastion gegen eine befürchtete sowjetische Expansion in Europa gestärkt werden sollte, sei die Freiheit Vietnams dem französischen Nationalismus und letztlich dem Kalten Krieg geopfert worden. Auch England habe lieber eine Rückkehr der Franzosen als einen Präzedenzfall für ihre Herrschaft über Indien gesehen.
Allmählich ersetzten die amerikanischen Truppen die geschlagenen Franzosen und die amerikanische Politik habe dadurch die Bevölkerung an die Seite der Kommunisten gedrängt. Auch John F. Kennedy räumte als Senator (1952 – 1960) noch die „Popularität und das Übergewicht“ der Partei Ho Chi Minhs in Vietnam ein und Präsident Eisenhower wies die Marionettenregierung in Südvietnam aus diesem Grund an, keine Wahlen durchzuführen. John Kenneth Galbraith, US-Botschafter in Indien und Freund Kennedys, warnte ihn noch 1962, Amerika werde „Frankreich als Kolonialmacht ersetzen, und wir werden bluten wie die Franzosen.“ Bald führte Amerika einen Kolonialkrieg und verlor ihn wie zuvor die Franzosen, ein Engagement in einem nie erklärten Krieg mit fast 60.000 amerikanischen und mehr als vier Millionen vietnamesischen Kriegsopfern.
Sowohl von französischer als auch von amerikanischer Seite gab es von Anfang an Warnungen vor einem unmöglichen Sieg, deren wichtigstes Argument die Breite der Unterstützung der Unabhängigkeitsidee und der Befreiungsbewegung in der Bevölkerung war. „Die Sympathie für Amerika als den Fürsprecher der unterworfenen Völker [war] nach dem Krieg sehr groß gewesen“ und hätte durch die Unterstützung des vietnamesischen Nationalismus für eine Alternative zwischen Kolonialismus und Kommunismus genutzt werden können. Aber Tuchman beschreibt eine doppelte Blindheit von Regierung und Administration: Einerseits prägte von Anfang an eine rassistische, überhebliche Einstellung die Entscheidungsträger, die den Asiaten politische Unselbständigkeit zuschrieben. Das zeigte sich in der „Domino-Theorie“ und machte autochthone Interessen wie den vietnamesischen Nationalismus für sie unsichtbar, was zu einer „fatalen Unterschätzung des Gegners“ führte.
Andererseits habe als zweiter Faktor ein „Prozess der Selbsthypnose“ durch die Brille des Antikommunismus komplexe Vorgänge stark vereinfacht: Unter dem Eindruck der Furcht vor dem Kommunismus in Europa, der Zugehörigkeit Ho Chi Minhs zur KP Vietnams, dem Sieg Maos in China, der Zündung der ersten sowjetischen Atombombe 1949 sowie dem Kriegseintritt Chinas in Korea 1950 schloss sich das Fenster der Möglichkeiten: „Stattdessen entschied man sich für das Unmögliche.“ Tuchmans Basishypothese ist diese „Selbsthypnose“ der US-Regierung und ihrer Administration durch die Annahme einer kommunistischen Weltverschwörung mit Ursprung im Kreml: „Die Vereinigten Staaten [saßen] in der Falle ihrer eigenen Propaganda.“ Das von ihnen seit Anfang 1947 propagierte Narrativ der Truman-Doktrin prägte bald die Öffentlichkeit sowie die politische Elite und setzte als populistische Bewegung des McCarthyismus rückwirkend die Führung unter Druck. Damit betont Tuchman die Wirksamkeit ideologischer Formationen auf die Entscheidungen der Politik.
Von Anfang an gab es begründete Zweifel am Nutzen einer militärischen Intervention in Vietnam und mit der Politik einer Unterstützung des vietnamesischen Nationalismus eine Alternative. Unter dem Eindruck des Rassismus und der antikommunistischen Selbsthypnose wurden diese Umstände ignoriert und eine Politik gegen das langfristige Interesse Amerikas verfolgt. Auch hier sind damit die Kriterien der politischen Torheit erfüllt: „Die neue politische Ordnung in Vietnam war [nach dem Ende des Vietnam-Krieges] ungefähr so, wie sie gewesen wäre, wenn Amerika nie eingegriffen hätte – nur dass sie jetzt weitaus rachsüchtiger und grausamer war.“

### Epilog „Eine Laterne am Heck“
Die Kapitelüberschrift bezieht sich auf ein Zitat des englischen Dichters Samuel Coleridge:

„Aber Leidenschaft und Parteigeist machen unsere Augen blind, und das Licht, das die Erfahrung spendet, ist eine Laterne am Heck, die nur die Wellen hinter uns erleuchtet.“

So sehr die Metapher der Hecklaterne die Unfähigkeit zur Vorausschau erfasse, fehle ihm aber doch der Aspekt der Unwillens des Lernens aus Erfahrungen. Denn obwohl Grundsätze sich an der Wirklichkeit stoßen, würden diese Annahmen nicht verändert, vielmehr der Einsatz der Mittel erhöht. Damit sei die Position der Verantwortlichen prekärer geworden, was eine Kursänderung, ein „Disengagement“, unmöglich gemacht habe.
Da es bisher mit keinem System gelungen sei, die in irgendeiner Ausbildung qualifizierten Politiker und Beamten gegen Ehrgeiz und Dummheit zu immunisieren, sei es heute vielleicht wichtiger, die Wähler zu erziehen, Integrität und Charakter zu erkennen. Wenn John Adams recht habe und die Regierungskunst „heute kaum besser geübt wird als vor drei- oder viertausend Jahren“, dann sind nach Tuchman allerdings keine großen Verbesserungen zu erwarten. Das hieße dann aber auch: „Weiterwursteln“ wie in den vergangenen drei- oder viertausend Jahren.

## Rezeption
Für Ralph Pöhner trägt Tuchmans Buch dazu bei, „dass man die Welt ein klein bisschen anders sieht als zuvor.“
Für Herbert Lackner ist Tuchmans Untersuchung „ein Bestseller, der bis heute nicht an Frische verloren hat.“ Ihre Liste der Selbstzerstörungen lasse sich ergänzen und fortschreiben, sowohl historisch als auch aktuell durch politische Entscheidungen mit „absehbar katastrophal[en]“ Ergebnissen.
Gerald Mackenthun hält die Autorin für „historisch gut bewandert, und so bringt sie auch einige Beispiele segensreicher Herrscher mit weitreichend vernünftigen Entscheidungen. (…) Warum dann Tuchmans einseitige Eingangsthese? (…) Näher hätte es gelegen, von der Tragik der Regierenden und Herrschenden zu sprechen, die nicht selten in ein unentwirrbares Geflecht unübersichtlicher Zwänge eingebunden sind.“
Die „Handlungszwänge der Machterhaltung und Machtsteigerung“ der Regierenden betont auch Herfried Münkler, aber nicht als Seins-Aussagen, sondern als einen Typ der Erklärung von Kriegen. Dagegen unterstelle Tuchman größere Entscheidungsspielräume der Regierenden und damit auch größere Verantwortung für die Folgen ihrer Politik. „In dem Buch: Die Torheit der Regierenden (…) hat Barbara Tuchmann ihre Kriegsursachenanalytik weitergeführt, sich dabei aber stärker einem personalisierend-situationistisch mit strukturellen Überlegungen verbundenem (sic) Ansatz angenähert.“
Der griffige Titel und die Lesbarkeit der Untersuchung haben dazu geführt, dass im journalistischen Alltag die „Torheit der Regierenden“ zu einem Topos zeitgenössischer Kommentare geworden ist: In der September-Ausgabe 2022 des Freitag lautet eine Überschrift: „Die Torheit und der Trugschluss Wladimir Putins.“ Der Journalist Thomas Seifert formuliert: „Brexit. Die Torheit der Regierenden“. Oder Wolfgang Günter Lerch: „Naher Osten. ´Die Torheit der Regierenden.´“ Oder (ohne Autor): „Afghanistan: Die Torheit der Abziehenden.“